# Котел (гора)

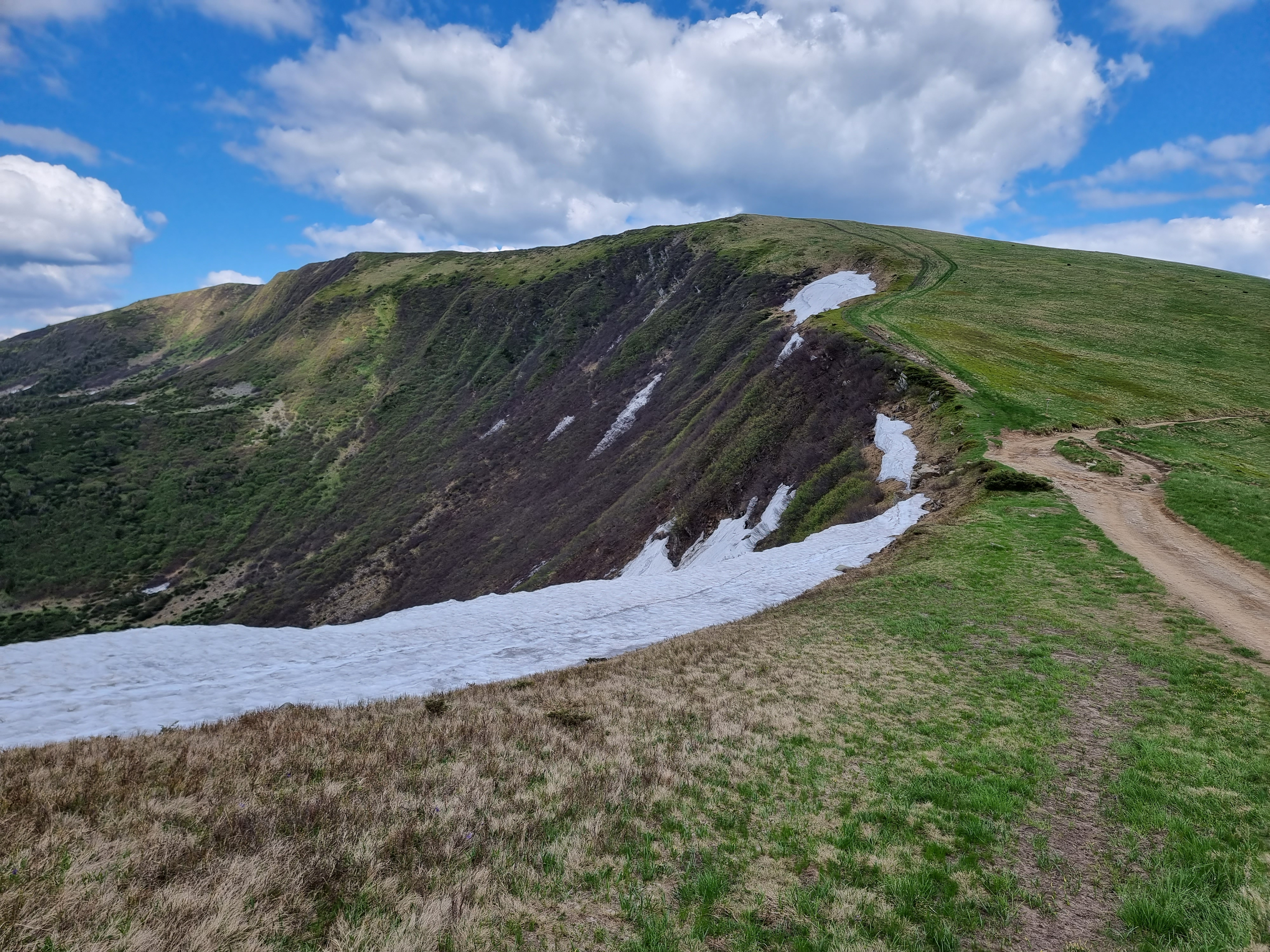
Вершина гори Котел із західної сторони

Коте́л (Великий Котел) — гора в центральній частині масиву Свидовець (Українські Карпати). Розташована в межах Рахівського району Закарпатської області.
Висота — 1771 м (за іншими даними 1774 м). На привершинній частині гори розкинулись полонини. Південно-східні схили круті, південні та західні — більш пологі. З північно-західного боку гора обривається крутим (місцями прямовисним) уступом у льодовиковий кар, на дні якого лежить озеро Ворожеське.
З півдня до гори прилягає сідловина, якою можна пройти до гори Близниці (1883 м) — найвищої вершини Свидовецького масиву. На північний схід від Котла тягнеться пологий хребет — полонина Менчул. На північному заході від гори знаходиться вершина Ворожеска (1731 м).
Через Котел проходить популярний туристичний маршрут «Вершинами Свидовця» — від селища Ясіні до селища Усть-Чорна (або у зворотному напрямку).
Найближчі населені пункти: смт. Ясіня, село Чорна Тиса.